# Cohors I Ulpia Paphlagonum
Die Cohors I Ulpia Paphlagonum [equitata] (deutsch 1. ulpische Kohorte aus Paphlagonien [teilberitten]) war eine römische Auxiliareinheit.

## Namensbestandteile
- Ulpia: die Ulpische. Die Ehrenbezeichnung bezieht sich auf Kaiser Trajan, dessen vollständiger Name Marcus Ulpius Traianus lautet. Es sind insgesamt 16[1] Kohorten mit diesem Namenszusatz bekannt.

- Paphlagonum: aus Paphlagonien. Die Soldaten der Kohorte wurden bei Aufstellung der Einheit auf dem Gebiet Paphlagoniens rekrutiert.

- equitata: teilberitten. Die Einheit war möglicherweise wie ihre beiden Schwestereinheiten ein gemischter Verband aus Infanterie und Kavallerie.[1]

Da es keine Hinweise auf den Namenszusatz milliaria (1000 Mann) gibt, war die Einheit entweder eine reine Infanterie-Kohorte, eine Cohors (quingenaria) peditata, mit einer Sollstärke von 480 Mann oder eine Cohors (quingenaria) equitata mit einer Sollstärke von 600 Mann (480 Mann Infanterie und 120 Reiter), bestehend aus 6 Centurien Infanterie mit jeweils 80 Mann sowie 4 Turmae Kavallerie mit jeweils 30 Reitern.

## Geschichte
Die Existenz der Kohorte wird aufgrund der belegten Existenz ihrer beiden Schwestereinheiten, der Cohors II und III Ulpia Paphlagonum, als sicher angesehen, obwohl für die Kohorte selbst keine Nachweise existieren.
John Spaul ordnete die Inschrift (CIL 6, 3654) der Einheit zu, aber durch die Entdeckung des fehlenden Teils der Inschrift wurde ersichtlich, dass die Cohors I Apamenorum und nicht die Cohors I Ulpia Paphlagonum in der Inschrift aufgeführt ist. Möglicherweise war die Kohorte wie ihre beiden Schwestereinheiten in Syria stationiert und wurde während des Bar-Kochba-Aufstands vernichtet.

## Standorte
Standorte der Kohorte sind nicht bekannt.

## Angehörige der Kohorte
Angehörige der Kohorte sind nicht bekannt.